# Apple SIM
Apple SIM là mô-đun nhận dạng thuê bao độc quyền (SIM) do Apple Inc. sản xuất. Nó được bao gồm trong các phiên bản kích hoạt di động
của iPad Air 2, iPad Mini 3, iPad Mini 4, iPad Mini 5 và máy tính bảng iPad Pro và Apple Watch Series 3 và sau đó trong Cửa hàng bán lẻ của Apple tại Úc, Canada, Pháp, Đức, Hồng Kông, Ấn Độ, Ý, Nhật Bản, Hà Lan, Tây Ban Nha, Thụy Điển, Thụy Sĩ, Thổ Nhĩ Kỳ, Vương quốc Anh và Hoa Kỳ.
Apple SIM hỗ trợ các dịch vụ không dây trên nhiều nhà mạng được hỗ trợ, có thể được chọn từ giao diện người dùng trong iOS và watchOS, loại bỏ nhu cầu cài đặt SIM do chính nhà mạng cung cấp. Mặc dù Apple không thừa nhận tính năng này trong khi giới thiệu các mẫu iPad đi kèm với Apple SIM, các tài liệu quảng cáo trên trang web của họ thảo luận về tính năng này hướng đến người dùng các hợp đồng internet di động ngắn hạn trên nhiều nhà mạng.
Các nhà mạng được Apple SIM hỗ trợ bao gồm AT&T, Sprint và T-Mobile US, EE, au, GigSky, Truphone, Three và AlwaysOnline Wireless. Các nhà mạng này hoàn toàn cung cấp bảo hiểm tại hơn 100 quốc gia. Tuy nhiên, kích hoạt dịch vụ di động trên AT&T sẽ khóa vĩnh viễn Apple SIM thành AT&T, yêu cầu mua SIM Apple mới để sử dụng nhà mạng khác.
SIM Apple được gọi là SIM rời có cấp phép từ xa - đây là thẻ SIM đặc biệt có thể được cấu hình với các cấu hình vận hành khác nhau. Điều này trái ngược với SIM nhúng, không thể tháo rời và cũng có thể được cung cấp từ xa. Có vẻ như Apple đã bắt đầu bao gồm cả hai loại SIM trong các thiết bị mới hơn của họ.

## Những thiết bị được hỗ trợ
Những thiét bị dưới đây được hỗ trợ Apple SIM.

### Apple SIM nhúng
- iPhone 11
- iPhone 11 Pro
- iPhone 11 Pro Max
- iPhone Xr
- iPhone Xs
- iPhone Xs Max
- Apple Watch Series 3
- Apple Watch Series 4
- Apple Watch Series 5
- iPad Pro (12.9-inch) (thế hệ thứ 2)
- iPad Pro (12.9-inch) (thế hệ thứ 3)
- iPad Pro (11-inch)
- iPad Pro (10.5-inch)
- iPad Pro (9.7-inch)
- iPad mini (thế hệ thứ 5)

### Apple SIM vật lý
- iPad Pro (12.9-inch) (thế hệ thứ nhất)
- iPad (thế hệ thứ 5)
- iPad (thế hệ thứ 6)
- iPad Air 2
- iPad Mini 3
- iPad Mini 4